# Attaché militaire

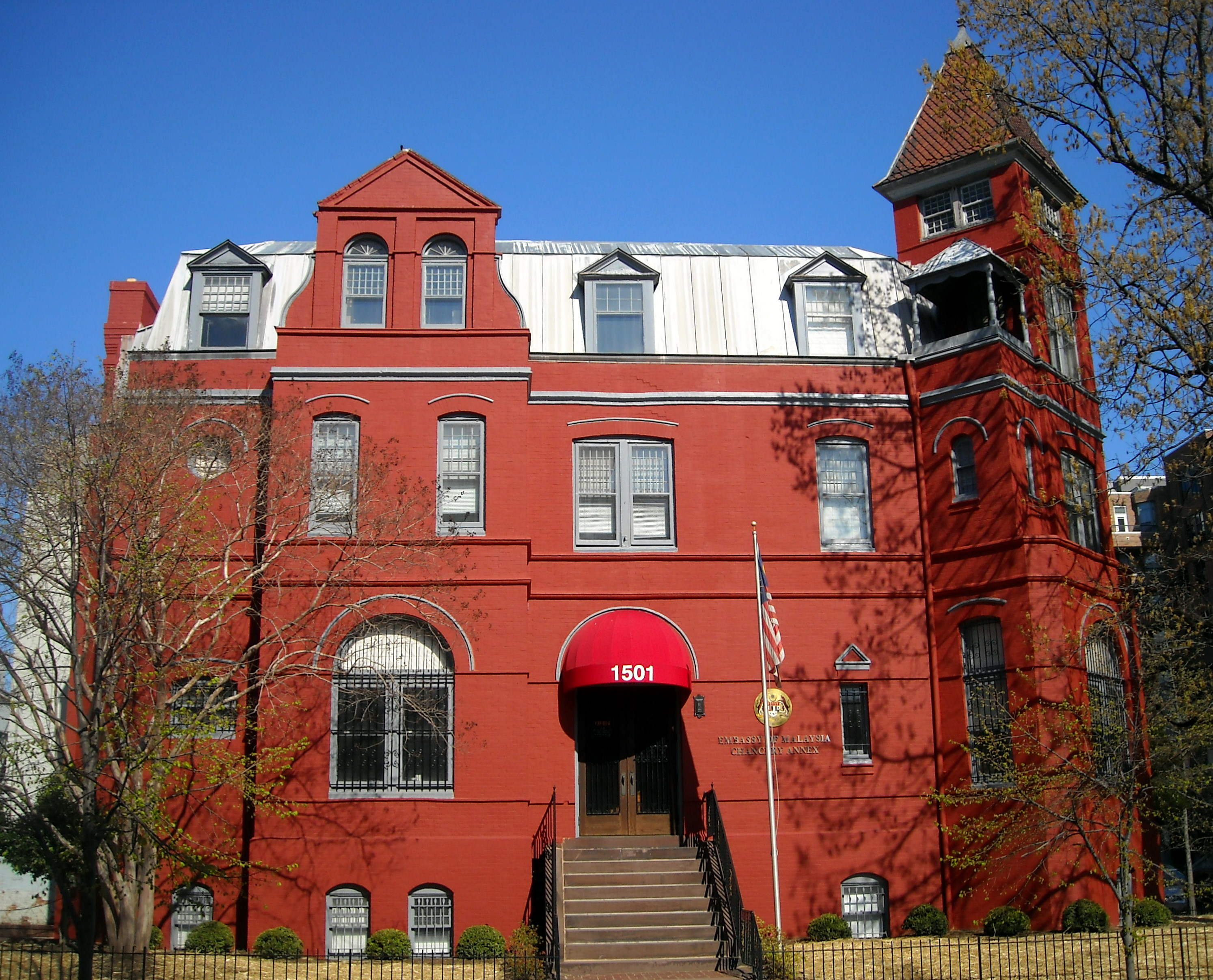
Ancienne ambassade de France aux États-Unis à Washington.

Un attaché militaire ou attaché de défense est un expert militaire faisant partie d'une mission diplomatique.

## Présentation
L'attaché militaire dépend généralement à la fois du ministère de la Défense et du ministère des Affaires étrangères. Cette fonction est presque toujours exercée par un officier supérieur, voire un officier général pour les postes les plus importants. Dans les administrations belge et française, l'attaché militaire est aujourd'hui appelé « attaché de défense » ; le Canada continue d'utiliser la dénomination « attaché militaire ».
L'attaché de défense a vocation à traiter de l'ensemble des questions de défense, quel que soit le corps dont il est issu ; il est parfois assisté d'attachés adjoints spécialisés : attaché des forces terrestres, attaché naval, attaché de l'air, attaché de l'armement, en fonction de l'intensité des relations entre les deux pays concernés. Par exemple, en 2014, la mission militaire de l'ambassade de France en Allemagne compte un attaché de défense, exerçant également les fonctions d'attaché des forces terrestres, un attaché naval, un attaché de l'air et un attaché de l'armement.